# 納場
納場（のうば）とは、茨城県小美玉市にある地名。29番地から981番地まで、全部で85番地まである。郵便番号は319-0134。

## 地理
小美玉市の北部に位置する。巴川に面している。
北には保育園、東には郵便局、南には小学校と幼稚園がある。

### 地価
坪単価3万円（2019年現在）

## 歴史
1085年ごろ（後三年の役）- 源義朝がこの地域を通過。そこで馬の泥障を埋めた。そこが後の泥障塚古墳群（小美玉市の史跡）。

### 町名の変遷
| 実施後                   | 実施年月日    | 実施前（各町名ともその一部） |
| ------------------------ | ------------- | ---------------------------- |
| 東茨城郡堅倉村           | 1889年        | 東茨城郡納場新田             |
| 東茨城郡堅倉村           | 1889年        | 東茨城郡部室村など16村       |
| 東茨城郡美野里町大字納場 | 1982年        | 堅倉村                       |
| 小美玉市納場             | 2006年3月27日 | 東茨城郡美野里町大字納場     |

## 交通
- 常磐線羽鳥駅から9分（4.3km）[13]
- 常磐自動車道岩間インターチェンジから11分（5.3km）[14]
- 常磐自動車道石岡小美玉スマートインターチェンジから15分（7.1km）[15]

## 施設
- 納場保育園
- 納場簡易郵便局
- 小美玉市立納場小学校
- 小美玉市納場幼稚園
- 泥障塚古墳群